# الحزب الإفريقي لاستقلال غينيا والرأس الأخضر
الحزب الأفريقي لاستقلال غينيا والرأس الأخضر (بالبرتغالية: Partido Africano para a Independência da Guiné e Cabo Verde‏) هو حزب سياسي في غينيا بيساو. تم تشكيل الحزب في الأصل لحملة سلمية من أجل الاستقلال عن البرتغال، وتحول الحزب إلى نزاع مسلح في الستينيات وكان أحد المتحاربين في حرب الاستقلال في غينيا بيساو. وقرب نهاية الحرب، أسس الحزب دولة اشتراكية ذات حزب واحد ، والتي ظلت على حالها حتى تم إدخال الديمقراطية متعددة الأحزاب في أوائل التسعينيات. على الرغم من فوز الحزب في أول انتخابات متعددة الأحزاب في عام 1994، فقد تمت إزالته من السلطة في انتخابات 1999-2000. ومع ذلك، عاد إلى منصبه بعد فوزه في الانتخابات البرلمانية عام 2004 والانتخابات الرئاسية عام 2005، حيث ظل منذ ذلك الحين أكبر حزب في المجلس الشعبي الوطني.
كما حكم الحزب الأفريقي لاستقلال غينيا والرأس الأخضر الرأس الأخضر منذ استقلاله في 1975 إلى 1980. بعد الانقلاب العسكري في غينيا بيساو في عام 1980، تم تحويل فرع الرأس الأخضر للحزب الأفريقي لاستقلال غينيا والرأس الأخضر إلى حزب منفصل، وهو الحزب الأفريقي لاستقلال الرأس الأخضر.